# Josef Ivanović
Josef Ivanović (Bielefeld, 5 dicembre 1973) è un ex calciatore tedesco di origine croata.

## Biografia
Nato a Bielefeld da genitori emigrati dalla Jugoslavia, ha iniziato la sua carriera nel SF Sennestadt, squadra del quartiere Sennestadt. Ha giocato poi in altre piccole squadre della Renania Settentrionale-Vestfalia.

## Carriera

### Club
Nel 1996, quando militava nel TuS Quelle (squadra di un sobborgo rurale di Bielefeld) in Kreisliga, allora il livello più basso del calcio tedesco, fu notato ed acquistato dall'Arminia Bielefeld, allora in Bundesliga.
Raccolse 19 presenze in una stagione e mezza, senza segnare reti. Passò poi all'SV Meppen (2.-Bundesliga) in prestito per il resto della stagione 1997-98. Tornò all'Arminia, dove tuttavia giocò solo un incontro prima di essere girato all'1.FC Magdeburg (allora in quarta serie, la Oberliga).
Nel 2001 tornò in 2.-Bundesliga (dove giocò per quattro stagioni): due all'Alemannia Aachen e due al Duisburg, con cui fu promosso in Bundesliga e con cui disputò anche la prima parte della successiva stagione, per essere poi girato al TuS Koblenz (in terza serie).
Giocò poi la stagione 2006-2007 con l'FC Sachsen Leipzig (quarta serie), ed iniziò quella successiva con l'SC Wiedenbrück 2000, ma le parti sciolsero consensualmente il contratto il 30 novembre 2007.

### Allenatore
Dopo il termine della carriera, è stato team coordinator al SG Eintracht Lahnstein, per poi, dal 2009 divenire allenatore delle giovanili del TuS Koblenz.